# Bezirk Ape
Der Bezirk Ape (Apes novads) war ein Bezirk im Nordosten Lettlands in der historischen Landschaft Vidzeme, der von 2009 bis 2021 existierte. Bei der Verwaltungsreform 2021 wurde der Bezirk aufgelöst, seine Gemeinden gehören seitdem zum Bezirk Smiltene.

## Geographie
Im Norden des Gebiets grenzt die Republik Estland an. Der Oberlauf der Gauja fließt durch den westlichen Gebietsteil bei Gaujiena. Außerdem durchläuft die Pleskauer Chaussee das Gebiet in west-östlicher Richtung.

## Bevölkerung
Der Bezirk bestand aus den drei Gemeinden (pagasts) Gaujiena, Trapene, Vireši sowie dem Verwaltungszentrum Ape. 4287 Einwohner lebten 2009 im Bezirk Ape.

## Nachweise
1. ↑  Vides aizsardzības un reģionālās attīstības ministrija (Ministerium für Naturschutz und Regionalentwicklung), Karten und Auflistung der Verwaltungseinheiten, abgerufen am 21. Juli 2021